# Dora Lyche
Dora Lyche (Frederikshald, 6 september 1862 – Oslo, 11 januari 1923 ) was een Noors zangeres.
Dora Mathilde Heyerdahl Lyhe werd geboren als vijfde kind in het gezin van handelaar Iver Johan Christen Wilhelm Dorotheus Lyche en Jensine Laurine Lyche. Zijzelf huwde postmeester Harald Schmidt. Hun dochter Lilla Schmidt trouwde met de luitenant en consul Martin Bolstad. Een andere dochter Alette Kathrine Rode Schmidt huwde Knut Kraft Holck Meidell.
Ze trad op 25 oktober 1890 op in een concert met de twee maestropianisten van Noorwegen destijds: Agathe Backer-Grøndahl en Martin Knutzen. Daarna trouwde ze al vrij snel en was haar zangcarrière ten einde. Ze gaf nog een aantal jaar les en verdween van het toneel.